# Seirophora orientalis
Seirophora orientalis är en lavart som beskrevs av Frödén. Seirophora orientalis ingår i släktet Seirophora och familjen Teloschistaceae.   Inga underarter finns listade i Catalogue of Life.